# Julija Soaemias
Julija Soaemias (rojena oko 180, ubita 11. marca 222. leta) je bila mati cesarja Elagabala, a je sama vladala Rimskim cesarstvom za čas mladoletnosti svojega sina. Njeno ime "Soaemias" je arabskega izvora.
Julia Soemias je bila hči Julije Maese. Bila je tudi nečakinja cesarja Septimija Severa in sestra Julije Mamaeje.
V letu 217. je njen bratranec, rimski cesar Karakala, bil umorjen in Makrin je zasedel prestol. Družini nekdanjega cesarja je bilo dovoljeno umakniti se v Sirijo; niti finančnih sredstev jim niso odvzeli. Julija Soemias je skupaj z materjo organizirala zaroto za strmoglavljenje Makrina in posaditev svojega sina Elagabala na prestol. Da bi okrepili Elagabalov položaj, sta Juliji širili govorice, da je Elagabal nezakonski sin Karakale . Ena legija je prestopila na stran žensk iz Severjeve dinastije.
8. junija 218 se je blizu Antiohije odvila odločilna bitka. Julija Maesa in Julija Soaemias sta bili skupaj z vojsko. Kasij Dion, ki je bil sam neposredna priča dogodka piše, da se je mladi Elagabal pripravljal na beg pred napredujočimi četami Makrina, a sta ga ustavili Julija Maesa in Julija Soaemiasa, kar mu je omogočilo zmago. To je bilo odločilno: če bi Elagabal pobegnil, bi bila vojska tako demoralizirana in propad Severske dinastije bi bil  neizogiben.
Tako je bil leta 218. Makrin ubit, na prestol pa je prišel Elagabal.
Julija Soaemias je postala dejanska vladarica rimskega cesarstva, saj je bil Elagabal mladoleten in ga je zanimala le religija. Njuna skupna vladavina je bila nepriljubljena in je prinesla ogromno nezadovoljstva. Julija Maesa se postavila na stran Aleksandra Severja, njenega drugega vnuka. Elagabal je bil prisiljen posvojiti Aleksandra Severja. Julijo Soaemias in njenega sina so kmalu nato ubili pretorijanci 222. Kasneje je bila Julija Soaemias razglašena za državno sovražnico in izbrisana z vseh državnih seznamov.
V Historia Augusta je Julija Soemias opisana kot prostitutka. Poleg tega to groteskno poročilo navaja, da je Julija Soaemias načrtovala ustanovitev ženskega senata. V resnici se Julija Soaemias za razliko od svoje matere Julije Maesa ni kaj dosti zanimala za politiko.